# Équipe d'Argentine de football à la Copa América 1925

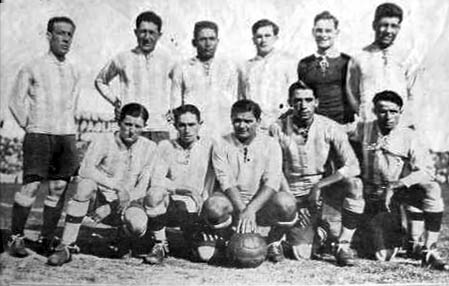
L'Argentine avant le premier match contre le Brésil. Debout : Médici, Bidoglio, Vaccaro, Fortunato, Tesoriere, Muttis. Accroupis : Tarasconi, Sánchez, Seoane, Garassini, Bianchi.

L'équipe d'Argentine de football participe à sa 9e Copa América lors de l'édition 1925 qui se tient à Buenos Aires en Argentine du 29 novembre au 25 décembre 1925.

## Résultats

### Classement final
Les trois équipes participantes sont réunies au sein d'une poule unique où chaque formation rencontre deux fois ses adversaires. À l'issue des rencontres, l'équipe classée première remporte la compétition.
|   | Équipe    | Pts | J | G | N | P | BP | BC | Diff |
| - | --------- | --- | - | - | - | - | -- | -- | ---- |
| 1 | Argentine | 7   | 4 | 3 | 1 | 0 | 11 | 4  | +7   |
| 2 | Brésil    | 5   | 4 | 2 | 1 | 1 | 11 | 9  | +2   |
| 3 | Paraguay  | 0   | 4 | 0 | 0 | 4 | 4  | 13 | -9   |

| 29 novembre | Argentine | 2 | 0 | Paraguay |
| 13 décembre | Argentine | 4 | 1 | Brésil   |
| 20 décembre | Argentine | 3 | 1 | Paraguay |
| 25 décembre | Argentine | 2 | 2 | Brésil   |

### Matchs
| 29 novembre 1925                                                                                          | Argentine               | 2 – 0 | Paraguay | Estadio Ministro Brin y Senguel (Buenos Aires)     |                                                    |
| | Seoane 2e · Sánchez 72e | (1 - 0) |          | Spectateurs : 18 000 Arbitrage : Ricardo Vallarino | Spectateurs : 18 000 Arbitrage : Ricardo Vallarino |
| Tesoriere - Bidoglio, Muttis - Médici, Vaccaro, Fortunato - Tarasconi, Sánchez, Irurieta, Seoane, Bianchi | Équipes                 | Denis - López de Filippis, Mena Porta - Díaz, Fleitas Solich, Alvarez - Brizuela, Molinas, L. Nessi, Rivas, Fretes |          | Spectateurs : 18 000 Arbitrage : Ricardo Vallarino | Spectateurs : 18 000 Arbitrage : Ricardo Vallarino |

| 13 décembre 1925                                                                                           | Argentine                            | 4 – 1                                                                                              | Brésil   | Estadio Sportivo Barracas (Buenos Aires)         |                                                  |
| | Seoane 41e, 48e, 52e · Garassini 72e | (1 - 1)                                                                                            | Nilo 22e | Spectateurs : 25 000 Arbitrage : Manuel Chaparro | Spectateurs : 25 000 Arbitrage : Manuel Chaparro |
| Tesoriere - Bidoglio, Muttis - Médici, Vaccaro, Fortunato - Tarasconi, Sánchez, Garassini, Seoane, Bianchi | Équipes                              | Tuffy - Hélcio, Clodô - Nascimento, Floriano, Fortes - Filó, Lagarto, Friedenreich, Nilo, Moderato |          | Spectateurs : 25 000 Arbitrage : Manuel Chaparro | Spectateurs : 25 000 Arbitrage : Manuel Chaparro |

| 20 décembre 1925                                                                                          | Argentine                                 | 3 – 1 | Paraguay           | Estadio Ministro Brin y Senguel (Buenos Aires)                   |                                                                  |
| | Tarasconi 22e · Seoane 32e · Irurieta 63e | (2 - 1) | Fleitas Solich 15e | Spectateurs : 25 000 Arbitrage : Joaquim Antônio Leite de Castro | Spectateurs : 25 000 Arbitrage : Joaquim Antônio Leite de Castro |
| Tesoriere - Bidoglio, Muttis - Médici, Vaccaro, Fortunato - Tarasconi, Sánchez, Irurieta, Seoane, Bianchi | Équipes                                   | Torres - Casco, Benítez Casco - G. Nessi, Fleitas Solich, Brizuela - Ramírez, Molinas, L. Nessi, Rivas, Fretes |                    | Spectateurs : 25 000 Arbitrage : Joaquim Antônio Leite de Castro | Spectateurs : 25 000 Arbitrage : Joaquim Antônio Leite de Castro |

| 25 décembre 1925                                                                                                | Argentine                 | 2 – 2                                                                                                  | Brésil                      | Estadio Ministro Brin y Senguel (Buenos Aires)   |                                                  |
| | Cerrotti 41e · Seoane 55e | (1 - 2)                                                                                                | Friedenreich 27e · Nilo 30e | Spectateurs : 18 000 Arbitrage : Manuel Chaparro | Spectateurs : 18 000 Arbitrage : Manuel Chaparro |
| Tesoriere - Bidoglio, Muttis - Médici, Vaccaro, Fortunato - Tarasconi, Cerrotti, De los Santos, Seoane, Bianchi | Équipes                   | Tuffy - Hélcio, Pennaforte - Nascimento, Rueda, Pamplona - Filó, Lagarto, Friedenreich, Nilo, Moderato |                             | Spectateurs : 18 000 Arbitrage : Manuel Chaparro | Spectateurs : 18 000 Arbitrage : Manuel Chaparro |

| Copa América 1925 - Vainqueur Argentine 2e titre |